# Aron Mehzion
Aron Mehzion (Asmara, 1970) è un artista eritreo con cittadinanza tedesca. Vive e lavora a Düsseldorf.

## Vita e opere
Mehzion lasciò il suo paese natale dopo la morte di suo padre, all'età di cinque anni. Insieme a sua madre, un'abile modellista, e ai suoi tre fratelli, è fuggito in Germania attraversando il Sudan, l'Egitto e l'Italia. Dopo essersi diplomato al Geschwister-Scholl-Gymnasium di Düsseldorf, ha studiato alla Kunstakademie Düsseldorf dal 1993 al 2000. Fu allievo di Michael Buthe, Jannis Kounellis e Gerhard Merz.
Dal momento che non poteva vivere solo di arte, nel 2002 ha aperto il suo primo bar, chiamato "Baron", nella “Barockschlösschen” nel Ehrenhof a Düsseldorf (Haus Ehrenhof 3). Inaugurò il bar con l'esposizione intitolata "hellgruen" (verde chiaro), rendendolo uno “spazio vitale degli artisti”. Quando i locali del ristorante furono affittati al gruppo E.ON per dei concerti, Ulrike Groos, l'allora direttrice della Kunsthalle Düsseldorf, e Rita Kersting, l'allora direttrice del Kunstverein per la Renania e la Vestfalia, gli offrirono in alternativa una stanza nella Kunsthalle Düsseldorf. Con la collaborazione degli studenti dell'Accademia Stefano Brivio e Detlef Weinrich, e dell'amico artista Andreas Gursky che ha donato delle poltrone nere come arredamento, nel 2004 ha fondato la Lounge: Salon des Amateurs. Il bar si è sviluppato, anche attraverso l' "Approximation Festival" avviato insieme a Volker Bertelmann nel 2005, in un noto night club per atti dal vivo di musica elettronica e di nuova improvvisazione.
Come artista visivo, Mehzion si occupa “di questioni fisiche e matematiche di simmetria speculare, tenendo conto di considerazioni sugli spazi quadridimensionali”. È particolarmente interessato alla dimensione temporale degli oggetti, che persegue con impressioni e impressioni su installazioni da tavolo.

## Alcune Mostre
- 2010: Aron Mehzion, Showroom Tina Miyake, Düsseldorf
- 2016: Schaf und Ruder/Wool and Water, Gemeinschaftsausstellung in der Kunsthalle Düsseldorf mit Werken von Lili Dujourie, Isa Genzken, Astrid Klein, Mischa Kuball, Reinhard Mucha, Gerhard Richter, Elaine Sturtevant und Rosemarie Trockel[6]
- 2016: Inverresion, Galerie Marzona, Berlin[7]
- 2018: parallélisme élémentaire, Galerie Marzona, Berlin[8]
- 2018: Four Rooms with a View, Galerija Vartai, Vilnius, Litauen